# Vattenmöss
Vattenmöss (Rheomys) är ett släkte i familjen hamsterartade gnagare med fyra arter som förekommer i Centralamerika.

## Beskrivning
Vattenmöss har en strömlinjeformad kropp samt små öron och är så bra anpassade till livet i vatten. Även ögonen är små och näsborrarna kan slutas. Mellan tårna av de förstorade bakfötterna finns simhud och svansen är avplattad. Kroppslängden ligger mellan 9 och 14 cm och därtill kommer en 9 till 17 cm lång svans. Den korta och täta pälsen har på ovansidan en mörkbrun färg, undersidan är vitaktig.
Alla arter lever i Centralamerika. Utbredningsområdet sträcker sig från södra Mexiko till Panama. Vattenmöss vistas i tropiska skogar vid strandlinjen av olika vattendrag.
Födan hittas främst i vattnet. De äter bland annat fiskar, snäckor, insekter och andra smådjur.
Arterna är:
- Rheomys mexicanus förekommer bara i den mexikanska delstaten Oaxaca.
- Rheomys raptor lever i Costa Rica och Panama.
- Rheomys thomasi finns från södra Mexiko till El Salvador.
- Rheomys underwoodi förekommer i Costa Rica och västra Panama.

Alla arter hotas genom skogsavverkning och andra förstöringar av levnadsområdet. IUCN listar R. mexicanus som starkt hotad (endangered), R. thomasi som nära hotad (near threatened) och de andra två som livskraftig (least concern).